# Chi Puppis
Chi Puppis (225 Puppis) é uma estrela na direção da constelação de Puppis. Possui uma ascensão reta de 07h 57m 40.11s e uma declinação de −30° 20′ 04.5″. Sua magnitude aparente é igual a 4.76. Considerando sua distância de 1442 anos-luz em relação à Terra, sua magnitude absoluta é igual a −3.47. Pertence à classe espectral A7III.